# Gradsteinia torrenticola
Gradsteinia torrenticola là một loài rêu thuộc họ Amblystegiaceae. Đây là loài đặc hữu của Tây Ban Nha. Môi trường sống tự nhiên của chúng là sông ngòi.